# Hulajnoga elektryczna

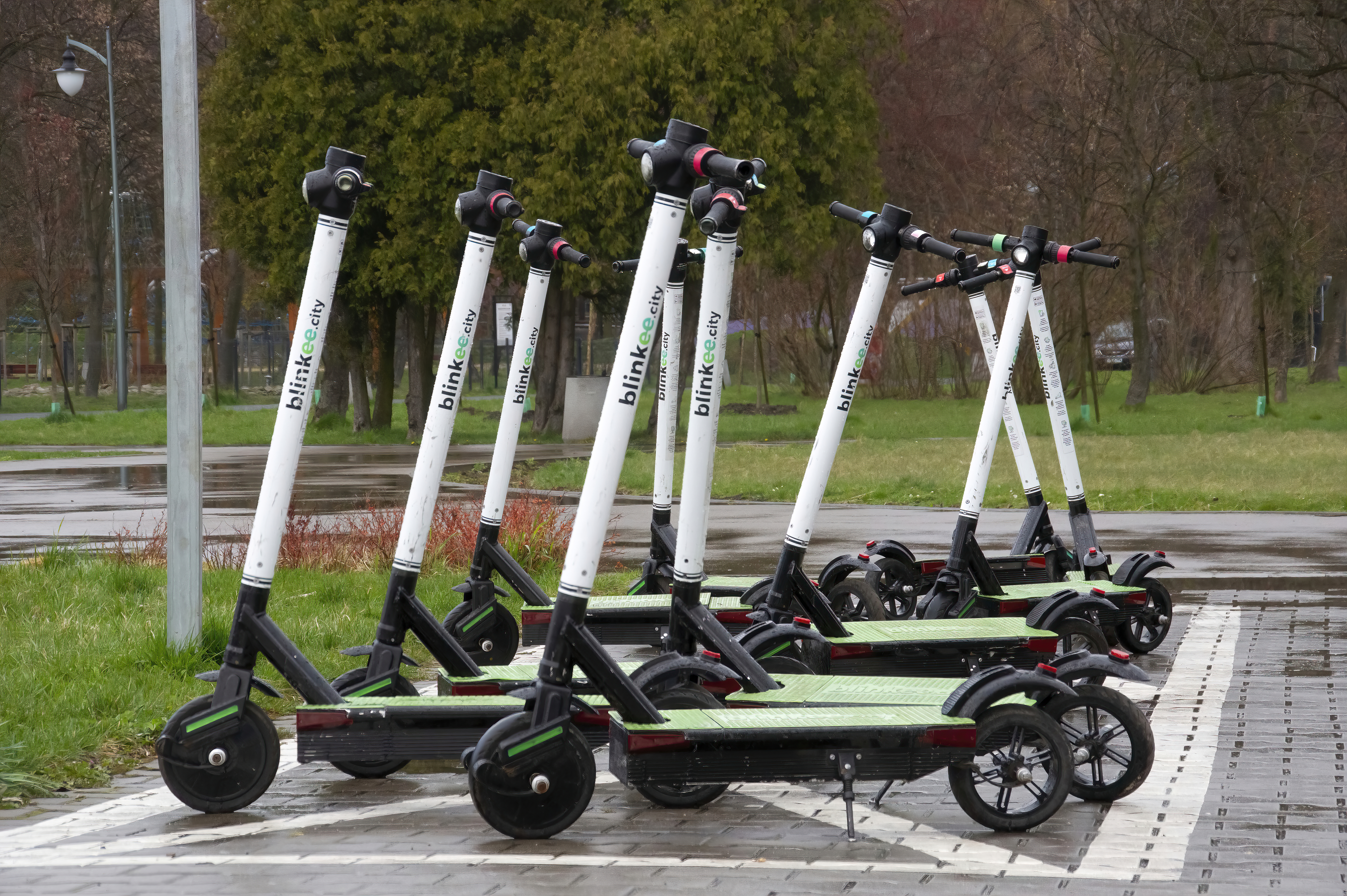
Hulajnogi elektryczne w Sosnowcu

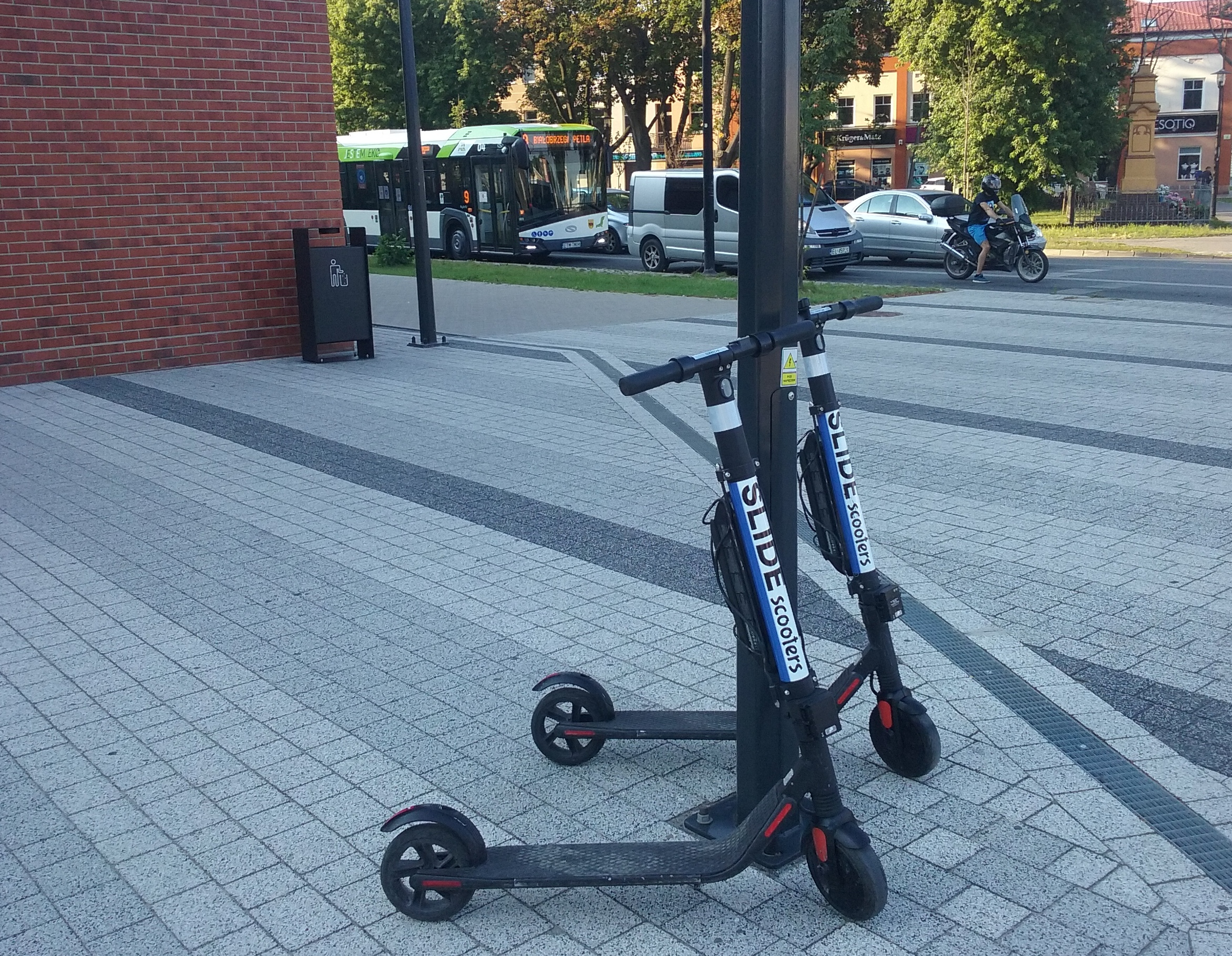
Elektryczne hulajnogi miejskie w Tomaszowie Mazowieckim

Hulajnoga elektryczna (też e-hulajnoga) – pojazd napędzany elektrycznie, jednośladowy, dwuosiowy, z kierownicą, bez siedzenia i pedałów, konstrukcyjnie przeznaczony do poruszania się wyłącznie przez kierującego znajdującego się na tym pojeździe. Kierujący hulajnogą elektryczną jest obowiązany korzystać z jezdni, po której ruch pojazdów jest dozwolony z prędkością nie większą niż 30 km/h, w przypadku gdy brakuje wydzielonej drogi dla rowerów oraz pasa ruchu dla rowerów, korzystając (tam, gdzie jest to dozwolone) z chodnika albo drogi dla pieszych, jest obowiązany jechać z prędkością zbliżoną do prędkości pieszego. Hulajnoga elektryczna nie zalicza się do kategorii pojazdów zdefiniowanych w polskim prawie jako UTO (urządzenie transportu osobistego).
Tradycja hulajnóg z samoistnym napędem sięga lat 20. XX w., natomiast obecny boom e-hulajnóg miejskich na świecie rozpoczął się w Kalifornii w 2017 r.

## Rodzaje hulajnóg elektrycznych
Hulajnoga miejska – posiada silnik elektryczny, który umożliwia rozpędzenie się pojazdu do średnio 25 km/h. Istnieją jednak egzemplarze mogące osiągnąć jeszcze większą prędkość maksymalną. Na rynku można znaleźć wiele modeli, które dedykowane są jeździe miejskiej. Ich parametry są do siebie bardzo zbliżone. Zasięg maksymalny tego typu urządzeń wynosi około 30 km. 
Hulajnoga off-road – urządzenie o parametrach zdecydowanie większych niż hulajnoga miejska. Pojazd przeznaczony do jazdy off-roadowej posiada specyficzne parametry, które są zbliżone do skuterów elektrycznych, jednak ze względu na swój rozmiar nazywany jest hulajnogą elektryczną. Urządzenie jest napędzane silnikiem elektrycznym o mocy nawet do 5400 W, dzięki któremu może rozpędzić się od 30 do nawet 90 km/h. Jego zasięg jest znacznie większy niż hulajnogi przeznaczonej do jazdy miejskiej – pojazd typu off-road może przejechać nawet do kilkudziesięciu kilometrów bez konieczności ładowania akumulatora. Czas ładowania tego urządzenia jest zazwyczaj dłuższy niż w przypadku egzemplarza miejskiego – może wynosić nawet 20 godzin. Wynika to z większego, bardziej pojemnego akumulatora. Tego typu pojazdy są zazwyczaj znacznie lepiej wyposażone. Posiadają duże, pneumatyczne opony, pełne oświetlenie, efektywne hamulce pochłaniające wstrząsy i wibracje, amortyzatory czy kilka trybów jazdy – jest to uzależnione od modelu hulajnogi elektrycznej. Dzięki dużej mocy silnika i odpowiedniemu wyposażeniu hulajnoga off-roadowa jest w stanie pokonać wszelkiego rodzaju nierówności i wzniesienia, czego nie można powiedzieć o hulajnodze miejskiej.

## Uregulowania prawne

### Polska
W świetle przepisów ustawy o ruchu drogowym od 20 maja 2021 r. obowiązują przepisy o ruchu hulajnóg elektrycznych. Hulajnogą elektryczną jest pojazd napędzany elektrycznie, dwuosiowy, z kierownicą, bez siedzenia i pedałów, konstrukcyjnie przeznaczony do poruszania się wyłącznie przez kierującego znajdującego się na tym pojeździe.
Do kierowania hulajnogą elektryczną na drodze przez osoby w wieku od 10 lat do 18 lat wymagane jest posiadanie tych samych uprawnień, co w przypadku kierowania rowerem, czyli karty rowerowej lub prawa jazdy kategorii AM, A1, B1 lub T. Dla osób, które ukończyły 18 lat, dokument taki nie jest wymagany. Dokumentem stwierdzającym osiągnięcie 18. roku życia jest dokument tożsamości lub dowolna kategoria prawa jazdy.
Przed 20 maja 2021 r. hulajnoga elektryczna podlegała definicji motoroweru (silnik elektryczny o mocy do 4 kW, prędkość maksymalna 45 km/h), dlatego zabronione było poruszanie się nią po chodniku oraz po drodze dla rowerów. Z powodu nieposiadania wymaganego wyposażenia i homologacji (występuje wersja z homologacją) nie była możliwa jej rejestracja, co skutkowało zakazem poruszania się po jezdni.

### Niemcy
W Niemczech hulajnogi elektryczne dopuszczono do ruchu 15 czerwca 2019 na podstawie Rozporządzenia o udziale pojazdów elektrycznych w ruchu drogowym z 6 czerwca 2019. Przed tą datą można było poruszać się nimi jedynie na prywatnych drogach. Zgodnie z Rozporządzeniem e-hulajnogi mają poruszać się na drogach rowerowych, a w razie ich braku, na ulicy, trzymając się prawej strony. Limit prędkości wynosi 20 km/h. Co do zasady nie można poruszać się e-hulajnogami po chodnikach i deptakach. Zakaz ten nie dotyczy ciągów pieszo-rowerowych oraz miejsc, gdzie ruch taki został dopuszczony na mocy prawa miejscowego. Poruszający się muszą mieć przynajmniej 14 lat. Pojazdy muszą być wyposażone w światła, dzwonek oraz posiadać ubezpieczenie od odpowiedzialności cywilnej. Limit alkoholu we krwi, podobnie jak dla kierowców, wynosi 0,5 promila.